# نیوکسل
نیوکسل آپُن تاین (به انگلیسی: Newcastle upon Tyne) شهری است در ناحیهٔ تاین و ور در شمال شرقی انگلستان در کشور پادشاهی متحد بریتانیای کبیر و ایرلند شمالی و پرجمعیت‌ترین شهر در شمال شرق و سواحل رود تاین است. تا ۱۰۰ میلادی نیوکسل قسمتی از شهرستان نورث‌آمبرلند بود ولی از آن به بعد به نوبهٔ خود یک شهر است. شهر نیوکاسل دوره‌های تاریخی مختلفی را گذرانده‌است. این دوران از دژ رومی‌ها از اواخر قرن ۱۸ام تا مرکز کشتی‌رانی قرن بیستم می‌باشد. امروزه نیوکسل به مرکز تجاری انگلستان شناخته می‌شود. آب‌وهوای شهر نیوکسل اقیانوسی و معتدل است. طبق سرشماری صورت گرفته در سال۲۰۱۱ جمعیت نیوکاسل نزدیک به ۲۸۰ هزار نفر اعلام شد.

## چند چهرهٔ سرشناس از نیوکسل
- مستر بین
- شریل کول
- پلیس (گروه موسیقی) چارلز الگرنون پارسونز
- آلن شیرر
- جرج استیفنسن
- چارلز الگرنون پارسونز

- مجسمه فرشته شمال
- سنت جیمز پارک
- کلیسا جامع سنت نیکولاس
- گالری هنری لاینگ
- قلعه نیوکاسل
- موزه بزرگ شمال
- تئاتر رویال

## شهرهای خواهرخوانده
- نیوکاسل، استرالیا[۳]
- اتلانتا، جورجیا، ایالات متحده (1977)[۴]
- خرونینگن، هلند[۵]
- برگن، Norway (1968)[۶][۷]
- گلزنکیرشن، آلمان (1948)[۸]
- حیفا، Israel[۹]
- نانسی، فرانسه (۱۹۵۴)[۱۰][۱۱]
- سینگ‌کوانگ، اندونزی
- الباسان، آلبانی
- تائی‌یوان، چین[۱۲]
- تروخیو، پرو